# Khambhátský záliv
Khambhátský záliv (Kambajský záliv, také Khambátský záliv) je záliv na severovýchodě Arabského moře na pobřeží indického státu Gudžarát. Tvoří jihovýchodní hranici Káthijávárského poloostrova a má na délku zhruba 130 kilometrů. Na jeho konci stojí město Khambhát.
Největší řeky ústící do Khambhátského zálivu jsou Táptí, Máhí, Sábarmatí a Narmada.